# تیم ملی فوتسال برزیل
تیم ملی فوتسال برزیل  نماینده کشور برزیل در مسابقه‌های بین‌المللی است و زیر نظر فدراسیون فوتبال برزیل اداره می‌شود. برزیل با سه قهرمانی متوالی در جام جهانی فوتسال و مجموع شش قهرمانی به عنوان قدرتمندترین تیم فوتسال در جهان شناخته می‌شود. تیم ملی فوتسال برزیل در تمامی دوره‌های جام جهانی فوتسال شرکت داشته و در اکثر این تورنمنت‌ها (همه دوره‌ها به جز جام جهانی کلمبیا) یکی از سه تیم برتر بوده‌است.
این تیم در مسابقات جام جهانی فوتسال که در کلمبیا برگزار شد با باخت مقابل تیم ملی فوتسال ایران در مرحله حذفی، از راه یابی به جمع تیم‌های برتر رقابت‌ها بازماند.

## جام جهانی فوتسال
| سال   | دستاورد     | بازی | برد | مساوی | باخت | زده | خورده |
| ----- | ----------- | ---- | --- | ----- | ---- | --- | ----- |
| ۱۹۸۹  | قهرمان      | ۸    | ۵   | ۲     | ۱    | ۳۳  | ۱۷    |
| ۱۹۹۲  | قهرمان      | ۸    | ۷   | ۰     | ۱    | ۴۲  | ۷     |
| ۱۹۹۶  | قهرمان      | ۸    | ۷   | ۰     | ۱    | ۵۵  | ۱۶    |
| ۲۰۰۰  | نایب قهرمان | ۸    | ۷   | ۱     | ۰    | ۷۸  | ۱۴    |
| ۲۰۰۴  | مقام سوم    | ۸    | ۷   | ۰     | ۱    | ۴۸  | ۱۵    |
| ۲۰۰۸  | قهرمان      | ۹    | ۸   | ۰     | ۱    | ۶۴  | ۸     |
| ۲۰۱۲  | قهرمان      | ۷    | ۷   | ۰     | ۰    | ۴۵  | ۷     |
| ۲۰۱۶  | مقام نهم    | ۴    | ۳   | ۰     | ۱    | ۳۳  | ۹     |
| مجموع | ۵ قهرمانی   | ۶۰   | ۵۱  | ۳     | ۶    | ۳۹۸ | ۹۳    |